# Escuinapa (stad)
Escuinapa de Hidalgo is een stad in de Mexicaanse deelstaat Sinaloa. Escuinapa heeft 28.789 inwoners (census 2005) en is de hoofdplaats van de gemeente Escuinapa.